# Жељезна Брезњица
Жељезна Брезњица (слч. Železná Breznica) насељено је мјесто са административним статусом сеоске општине (слч. obec) у округу Звољен, у Банскобистричком крају, Словачка Република.

## Становништво
| Година:    | 1994. | 2004.   | 2014.   | 2024. |
| ---------- | ----- | ------- | ------- | ----- |
| Број људи: | 523   | 501     | 543     | 543   |
| Разлика:   |       | -4,20 % | +8,38 % | +0 %  |

| Година:    | 2023. | 2024.   |
| ---------- | ----- | ------- |
| Број људи: | 533   | 543     |
| Разлика:   |       | +1,87 % |

Према подацима о броју становника из 2011. године насеље је имало 551 становника.